# Sida spenceriana
Sida spenceriana är en malvaväxtart som beskrevs av Ferdinand von Mueller. Sida spenceriana ingår i släktet sammetsmalvor, och familjen malvaväxter. Inga underarter finns listade i Catalogue of Life.